# Parasitämie
Parasitämie bezeichnet das Vorhandensein von Parasiten im Blut. Dabei ist es unerheblich, ob sich gleichzeitig Krankheitszeichen bemerkbar machen oder nicht. Grund für eine Parasitämie kann beispielsweise eine Infektion mit Plasmodium falciparum, dem Erreger der Malaria tropica, sein.
Entsprechungen der Parasitämie sind Bakteriämie durch Bakterien und Virämie durch Viren.